# Fritz Simon
Fritz Simon (* 21. Juli 1904 in Wittenberg, Deutschland; † 6. Oktober 1931 in Cobequid Bay, Kanada) war ein deutscher Pilot und Flugkapitän der Lufthansa. Er gehört zu den 196 Lufthanseaten, die bei der Ausübung ihres Berufes tödlich verunglückten. Die Lufthansa-Traditionsmaschine Ju 52/3m D-AQUI trug bei Indienststellung dessen Namen.

## Laufbahn
Nach dem Besuch der Handelsrealschule trat Simon 1923 bei den Junkers-Werken als Volontär ein. Er arbeitete beim Junkers Luftverkehr und wurde mit diesem 1926 von der neugegründete Lufthansa übernommen. 1930 wurde er als zweiter Pilot der Lufthansa zum Dienst im Postvorausflug vom Schnelldampfer Bremen eingeteilt, da Jobst von Studnitz den Dienst auf der neuen Europa übernehmen sollte. Ab dem 14. Juli führte er zehn Flüge durch. Die im Oktober geplanten Flüge mussten ausfallen, da die Heinkel HE 12-Bordmaschine nicht einsatzfähig war. Ab dem 10. Mai 1931 führte er die Flüge der Saison mit seinem neuen Funkermaschinisten Rudolf Wagenknecht durch. Nach sieben erfolgreichen Flügen kam es beim Start nach Southampton am 4. Juli zu einem Unfall und zur Beschädigung der Maschine, die zur Reparatur beim Hersteller von Bord gegeben werden musste. Am 18. August konnten Simon/Wagenknecht wieder von der Bremen starten und führten auf den folgenden Fahrten die Vorausflüge erfolgreich durch.

## Tödlicher Unfall
Am 5. Oktober 1931 startete vom Schnelldampfer Bremen die Heinkel HE 12 D-1717 bereits 2500 km vor New York zu ihrem 18. Saisonflug. Sie wollte mit einer Zwischenlandung in Sydney (Nova Scotia) ihr Ziel New York erreichen, wie es auch schon die Maschine des Schwesterschiffes Europa im September gemacht hatte. Die Maschine landete nach 9,5 Stunden Flug vor Glace Bay, flog dann aber nach kurzer Zeit weiter zum nur 25 km entfernten Sydney. In der vier Stunden währenden Pause dort soll der Funkermaschinist Wagenknecht fast ununterbrochen am Motor gearbeitet haben. Kurz nach Mitternacht startete die Maschine dann zum Weiterflug nach New York. Etwa 300 km südwestlich Sydney stürzte die Maschine über der Cobequid Bay ab. Die Maschine wurde am nächsten Tag bei Ebbe gefunden. Aus den Resten wurde geschlossen, dass Simon versucht habe, mit einem Motorschaden zu landen, und dass er dabei wohl das Watt mit der Wasseroberfläche verwechselte. Die Leiche des Piloten wurde drei Tage später gefunden. Rudolf Wagenknechts Leiche konnte nicht gefunden werden.
Dies blieb der einzige schwere Unfall bis zum Ende der Katapultflüge von Schnelldampfern im Jahre 1935.
Nach Simon benannte die Lufthansa 1935 die Junkers Ju 52 Werknummer 4077 D-ANOP, die im folgenden Jahr nach Norwegen verkauft wurde. 1936 erhielt daher die Junkers Ju 52 WNr. 5555 D-AGOO seinen Namen. Diese Maschine gehört heute nach einem wechselvollen Schicksal mit dem Kennzeichen D-CDLH (inoffiziell: D-AQUI) der Deutsche Lufthansa Berlin-Stiftung. Sie war am 30. Oktober 2008 die letzte Maschine, die vom Flughafen Berlin-Tempelhof startete, bevor dieser offiziell geschlossen wurde.